# Soil
Soil (на български: Почва) е първи EP албум на алтърнатив метъл групата Сойл, който е издаден през 1997 г. от Century Media Records.
Според вокалиста на групата Раян Маккомбс, този албум бива наричан „червеевия диск“. Песните „Broken Wings“ и „She“ присъстват и в следващото EP — El Chupacabra от 1998 г. Песни от двата EP албума са включени в дебютния албум Throttle Junkies.

## Състав
- Раян Маккомбс — вокали
- Том Шофилд — барабани
- Адам Зейдъл — китара
- Шоун Глас — китара
- Тим Кинг — бас

## Песни
| Заглавие              | Дължина |
| --------------------- | ------- |
| 1. „Broken Wings“     | 4:20    |
| 2. „No More, No Less“ | 3:07    |
| 3. „She“              | 3:28    |
| 4. „Same Ol' Trip“    | 3:57    |
| 5. „Yellow Lines“     | 5:09    |